# Nether Cerne
Nether Cerne is een civil parish in het bestuurlijke gebied West Dorset, in het Engelse graafschap Dorset. In 2001 telde het civil parish 27 inwoners.